# Бутиллитий
n-Бутиллитият е органолитиево съединение. Производно е на бутан, на който водородният атом е заменен с литиев. В чист вид е безцветна течност. Широко се използва в химична практика във вида на разтвори с различна концентрация на алкани (хексан, пентан), които съществуват само в олигомери.

## Получаване
Обичайният метод за получава на n-бутиллитий явява взаимодействие на бутилбромида или бутилхлорида с метален литий.
2 Li + C4H9X → C4H9Li + LiX
където X = Cl, Br
Литият, използван в някои реакции, както правилото, съдържа 1-3 % натрий.

## Приемане
Широко се използва за литиоване (въвеждане на литиевия атом) органически съединения в синтез, който възможно отблагодарява много ниска „киселинност“ на бутана. По химически реакции с полярни групи напомнят реактив на Гриняр.